# Komarniki (gmina)
Komarniki – dawna gmina wiejska istniejąca w latach 1934–1939  w woj. lwowskim (dzisiejsze woj. podkarpackie/obwód lwowski). Siedzibą gminy były Komarniki (obecnie wieś na Ukrainie).
Gmina zbiorowa Komarniki została utworzona 1 sierpnia 1934 roku w powiecie turczańskim w woj. lwowskim na terenie dotychczasowej gminy jednostkowej Komarniki. 
Po wojnie obszar gminy został odłączony od Polski i włączony do Ukraińskiej SRR.